# Forteresse de Koznik
La forteresse de Koznik (en serbe cyrillique : Средњовековни град Козник ; en serbe latin : Srednjovekovni grad Koznik) se trouve à Grad, dans la municipalité de Brus et dans le district de Rasina, en Serbie. Elle est inscrite sur la liste des monuments culturels de grande importance de la République de Serbie (identifiant no SK 172),,.
La forteresse est considérée comme l'une des fortifications médiévales les mieux conservées de Serbie.

## Localisation
La forteresse est située à 8 km à l'ouest d'Aleksandrovac et à 10 km au nord-ouest de Brus, sur les pentes du mont Željin,, un sommet des monts Kopaonik ; culminant à 921 m, elle domine la vallée de la rivière Rasina.

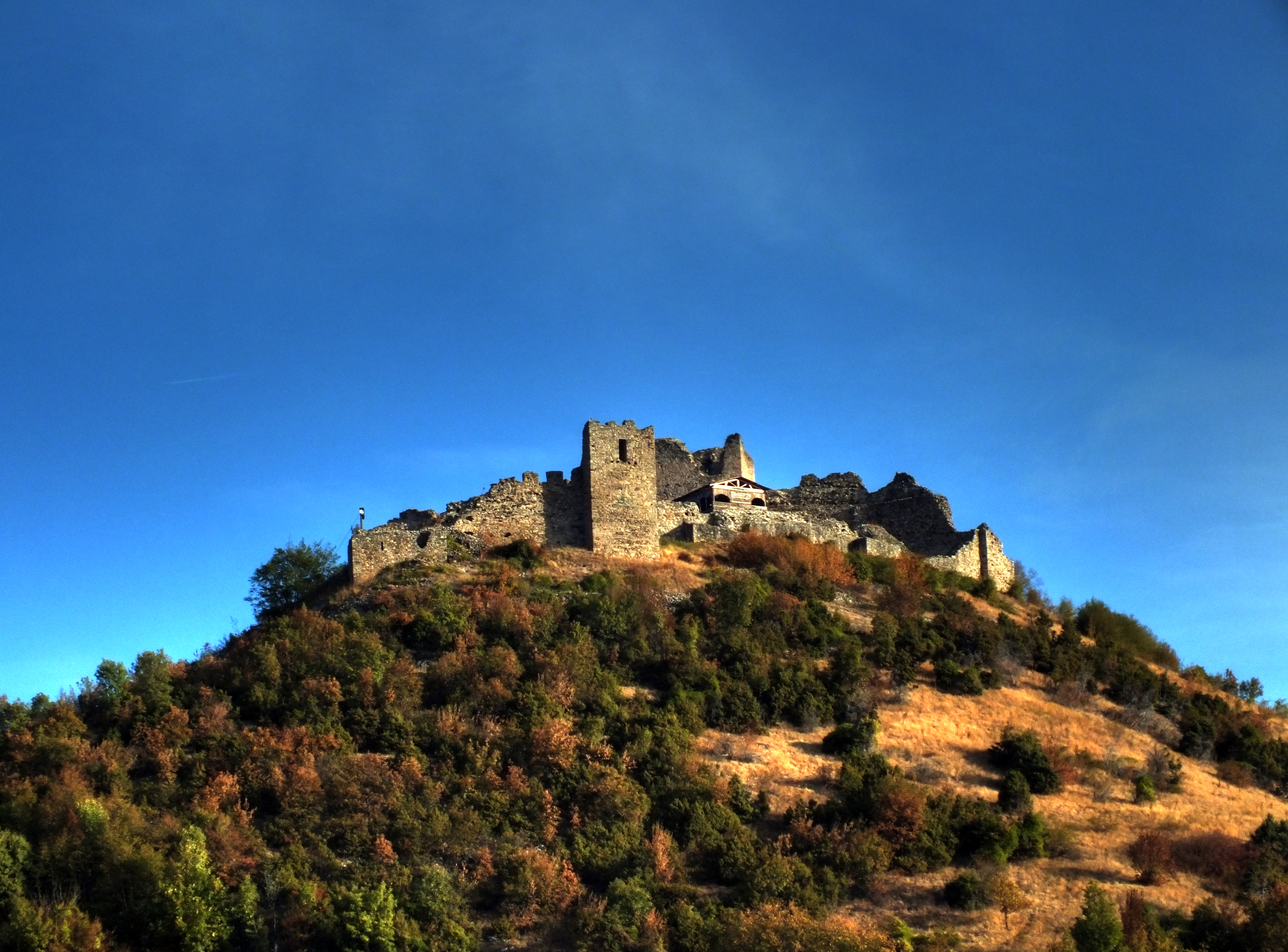
Vue d'ensemble de la forteresse.

## Historique
La légende attribue la citadelle à Irène Cantacuzène (vers 1400-1457), la femme du despote Đurađ Branković ; mais, historiquement, la date de sa construction reste imprécisément connue. En revanche, la charte établie par le prince Lazar pour la Grande Laure de Saint-Athanase du mont Athos,, datée du 8 août 1381, précise qu'elle a été écrite dans la « noble forteresse de Koznik » ; elle remonterait ainsi à l'époque de ce prince, comme en témoignent aussi les vestiges d'une église retrouvés sur le site.
Plus tard, le grand župan de Rasina Radič Postupović (première moitié du XVe siècle), grand čelnik du despote Stefan Lazarević, a fortifié et utilisé cette forteresse,. Au XVe siècle, l'archevêque et historien polonais Jan Długosz précise que la forteresse de Koznik a été restituée par les Ottomans au despote Đurađ Branković en 1444 ; et, de fait, Koznik a conservé toute son importance pendant la domination turque de la Serbie,.

## Description

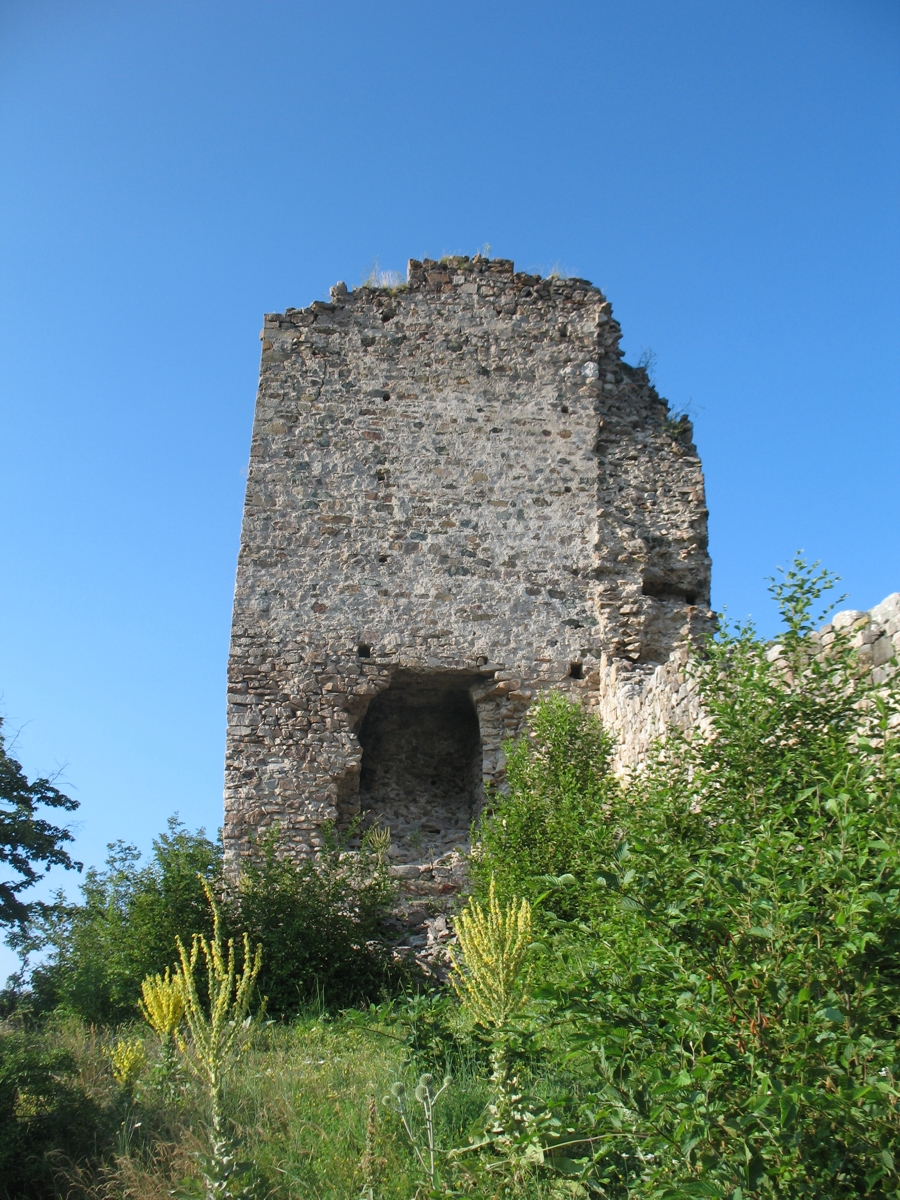
La tour d'entrée.

La citadelle est entourée d'un puissant rempart de forme polygonale qui épouse la configuration du terrain ; dans sa plus grande longueur, la forteresse mesure moins de 60 m pour une largeur qui ne dépasse pas 45 m. Le rempart est renforcé par huit tours carrées de dimensions différentes,,. Les deux plus grandes, du côté nord, ont également été utilisées pour le logement,. L'entrée de la forteresse se trouvait au nord-est,. Au milieu du rempart nord se trouve la tour du donjon ; elle forme un carré régulier de 9 m de côté, avec des murs épais d'environ 2 m ; son entrée se trouve au sud.
Dans la partie sud de la fortification se trouve une citerne abritant quatre puits,, permettant d'alimenter la forteresse en eau en cas de siège ; l'ensemble de l'installation est conçu pour collecter et stocker l'eau de pluie. Au moment des fouilles archéologiques, de l'eau a été trouvée au fond de ces puits, ce qui indique qu'ils ont fonctionné pendant des siècles.

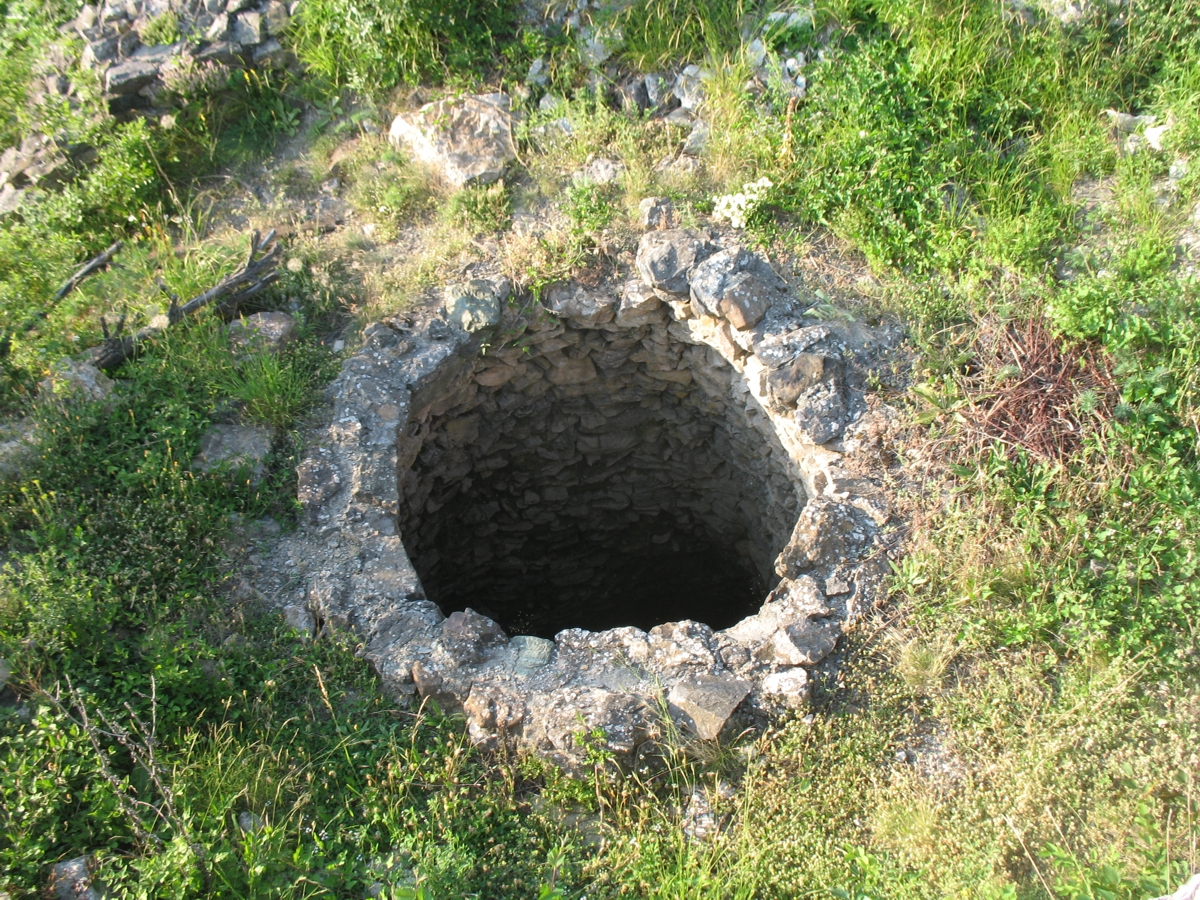
Un puits dans la forteresse.

Les murs d'un bâtiment datant de la seconde moitié du XIVe siècle ont également été mis au jour par les archéologues. Des vestiges de décorations de style moravien et des fragments de fresques ont également été découverts, ce qui suggère la présence d'une église dans la partie nord-est de la forteresse,.

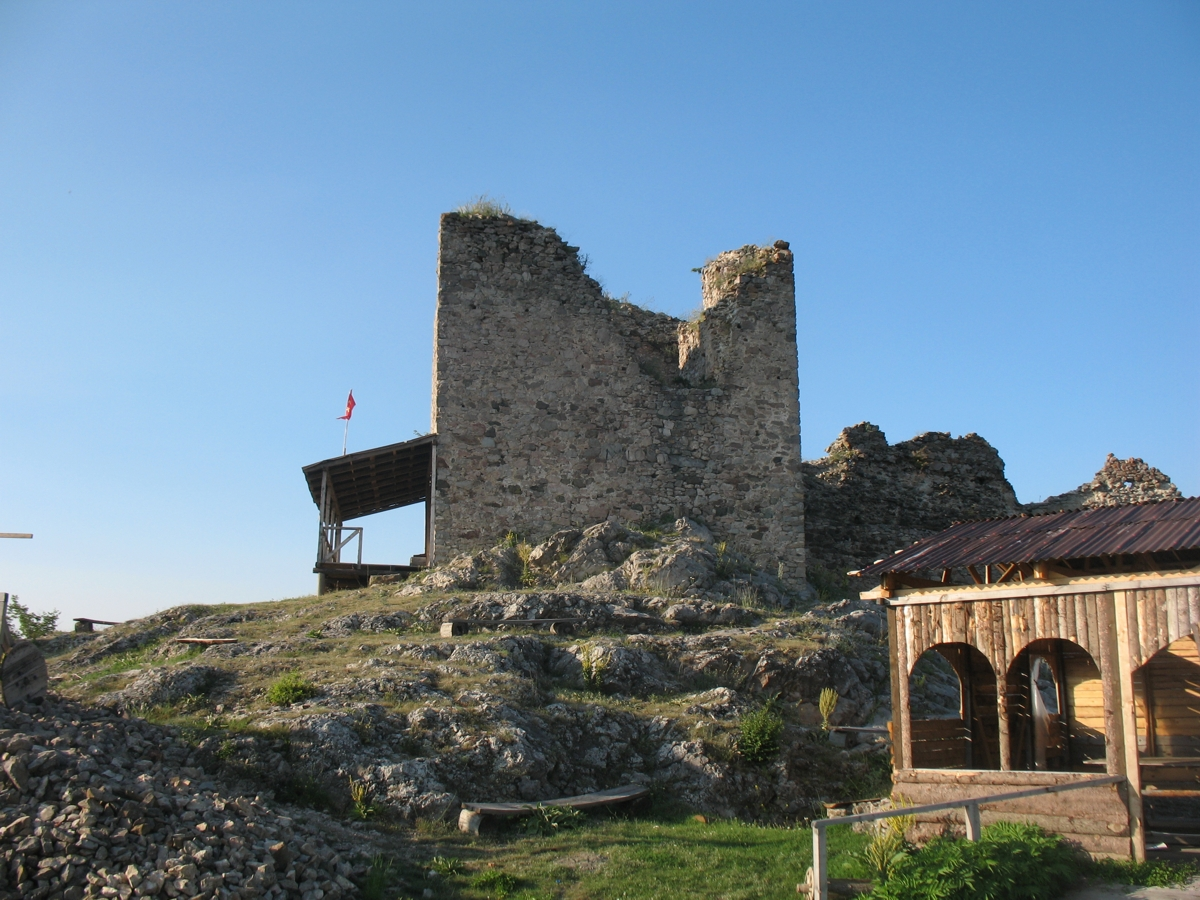
La tour du donjon.

## Fouilles et travaux
Des fouilles archéologiques et des travaux de restauration ont été réalisés en 1972, 1977, 1981–1986 et 1988,.